# N'Garai
Los N'Garai son una raza demoniaca ficticia que aparecen en el universo de los Marvel Comics.

## Historia publicada
Los N'Garai aparecieron por primera vez en Uncanny X-Men #96 (diciembre de 1975) y fueron creados por Bill Mantlo, Chris Claremont y Dave Cockrum.
Aparecen posteriormente en The Deadly Hands of Kung Fu #22 (marzo de 1976), #24 (mayo de 1976), Marvel Premiere #7 (junio de 1976), Marvel Team-Up #79 (marzo de 1979), Doctor Strange #42-45 (agosto de 1980-febrero de 1981), The Uncanny X-Men #143 (marzo de 1981), Ka-Zar the Savage #13 (abril de 1982), Uncanny X-Men #159 (julio de 1982), Magik #1- 4 (diciembre de 1983-marzo de 1984), Incredible Hulk #308 (junio de 1985), Darkhold #3-4 (diciembre de 1992 a enero de 1993), Marvel Comics Presents #145 (diciembre de 1993), Wolverine Anual '95, X-Men Unlimited #9 (diciembre de 1995), X-Men #75 (mayo de 1998), X-Men: Soul Killer (1999), Avengers #28-30 (mayo-julio de 2000), X-Men: Black Sun #01.05 (2000) y Free Comic Book Day 2008 X-Men 2008 (2008).

## Historia ficticia
La antigua raza de los N'Garai son una raza demoníaca creada por el dios antiguo Chthon poco después de que el demogorgon devorara a los dioses degenerados. Vivieron en la tierra hace eones, esclavizando a los humanos durante años, hasta que finalmente, los magos humanos encontraron un hechizo que expulsó a los N'Garai a otra dimensión, aprisionándolos allí mediante montones hechos de piedra jalonados con símbolos místicos, uno de estos montones se encontraba en los terrenos donde cientos de años después se encontraría la mansión de los X-Men.
Cientos de años más tarde, este montón de piedra situada en terreno de los hombres X, fue destruido accidentalmente por Cíclope, lo que provocó que por la brecha abierta en la dimensión de los N'Garai, pudiera colarse el líder de los N'Garai. Kierrok, que combatió a la Patrulla X siendo derrotado pero no liquidado.
Sin embargo, una vez abierta la brecha entre dimensiones, resultó ser muy difícil cerrarla. La mujer X conocida como Tormenta combatió contra un grupo de demonios N'Garai mientras intentaba cerrar el montón y otro demonio escapó combatiendo a Kitty Pryde en la mansión antes que lo incinerara con las turbinas del Pájaro Negro.
En sus constantes intentos por escapar de su prisión dimensional, los Ngarai encontraron otra brecha dimensional, en una pequeña isla en el Triángulo de las Bermudas, pero antes que las hordas de los Ngarai pudieran entrar en nuestra dimensión fueron detenidos por Lobezno, Mariposa Mental y Bestia con la ayuda del vampiro Hemorragia.
Después que un nuevo N'Garai escapara por la brecha dimensional cerca de su mansión y después de derrotarlo con la ayuda de Rondador Nocturno, Lobezno se decidió a acabar con ellos y a cerrar la brecha dimensional de una vez por todas. Para ello se enfrentó al propio Kierrok en su dimensión y en una épica batalla ambos se hirieron de gravedad, Kierrok creyó que había acabado con Logan (no tuvo en cuenta su factor de curación) y tras devolverlo a la Tierra, cerró el portal para que ningún hombre X pudiera entrar de nuevo por esa brecha.
Los N'Garai hubieron de ver como los Ru'tai, una raza que habitaba en la dimensión del exilio y a la que habían esclavizado durante años, se rebelaba contra ellos hasta librarse de su yugo arrebatándoles el control sobre la dimensión.
Sin embargo no se contentaron con permanecer esclavizados por los Ru'tai y pronto se aliaron con el demonio Belasco para intentar abrir un portal dimensional hacia el Limbo desde donde podrían lanzar ataques contra cualquier dimensión y en cualquier momento. Estos planes fueron abortados por Kitty Pryde y Magik II y los N'Garai tuvieron que permanecer atrapados en su dimensión.
En el Free Comic Book Day Special X-Men realizado en mayo de 2008, Hada se encontró con un N'Garai en su ciudad natal después de que los X-Men fueron disueltos temporalmente. En una mina a las afueras de la ciudad, Megan luchó contra los demonios junto a Cíclope, Lobezno, Emma Frost, Bestia, Coloso y Rondador Nocturno y de hecho engañó a los demonios mediante un derrumbe con el que sellaron su puerta de entrada a la Tierra.
Ellos una vez revelaron a Satana cuando la estaban buscando para vengarse, que su invasión de la Tierra en tiempos prehistóricos fue rechazada por su padre, Marduk Kurios, que era en ese momento el jefe del ejército del Cielo, lo que confirma que en realidad era el Lucifer bíblico.
En la novela gráfica Apocalipsis vs. Drácula, se dice que una vez Apocalipsis "cortó en pedazos a toda una tribu de demonios N'Garai" con sus propias manos.